# G6PC2
G6PC2 (англ. Glucose-6-phosphatase catalytic subunit 2) – білок, який кодується однойменним геном, розташованим у людей на короткому плечі 2-ї хромосоми.  Довжина поліпептидного ланцюга білка становить 355 амінокислот, а молекулярна маса — 40 580.
| 10         |  | 20         |  | 30         |  | 40         |  | 50         |
| ---------- |  | ---------- |  | ---------- |  | ---------- |  | ---------- |
| MDFLHRNGVL |  | IIQHLQKDYR |  | AYYTFLNFMS |  | NVGDPRNIFF |  | IYFPLCFQFN |
| QTVGTKMIWV |  | AVIGDWLNLI |  | FKWILFGHRP |  | YWWVQETQIY |  | PNHSSPCLEQ |
| FPTTCETGPG |  | SPSGHAMGAS |  | CVWYVMVTAA |  | LSHTVCGMDK |  | FSITLHRLTW |
| SFLWSVFWLI |  | QISVCISRVF |  | IATHFPHQVI |  | LGVIGGMLVA |  | EAFEHTPGIQ |
| TASLGTYLKT |  | NLFLFLFAVG |  | FYLLLRVLNI |  | DLLWSVPIAK |  | KWCANPDWIH |
| IDTTPFAGLV |  | RNLGVLFGLG |  | FAINSEMFLL |  | SCRGGNNYTL |  | SFRLLCALTS |
| LTILQLYHFL |  | QIPTHEEHLF |  | YVLSFCKSAS |  | IPLTVVAFIP |  | YSVHMLMKQS |
| GKKSQ      |  |            |  |            |  |            |  |            |

A: Аланін

C: Цистеїн

D: Аспарагінова кислота

E: Глутамінова кислота

F: Фенілаланін

G: Гліцин

H: Гістидин

I: Ізолейцин

K: Лізин

L: Лейцин

M: Метіонін

N: Аспарагін

P: Пролін

Q: Глутамін

R: Аргінін

S: Серин

T: Треонін

V: Валін

W: Триптофан

Кодований геном білок за функцією належить до гідролаз. 
Задіяний у таких біологічних процесах як глюконеогенез, поліморфізм, альтернативний сплайсинг. 
Локалізований у мембрані, ендоплазматичному ретикулумі.